# Ismael / Varje gång du möter min blick
Ismael/Varje gång du möter min blick är en singel av det svenska rockbandet Kent.
Singeln innehåller två a-sidor och släpptes den 8 oktober 2010, både digitalt och fysiskt.
Singeln innehåller låtarna Ismael och en singelversion av Varje gång du möter min blick plockade från albumet En plats i solen.
Ismael var Kents 26e hit på Trackslistan.
Texten till "Ismael" är delvis inspirerad av en bekant till Joakim Berg.

## Låtlista
1. Ismael (4:25)
2. Varje gång du möter min blick (4:15)